# Jelena Antonowa (rosyjska wioślarka)
Jelena Antonowa (ros. Елена Антонова; ur. 18 września 1978 w Leningradzie) – rosyjska wioślarka.

## Osiągnięcia
- Mistrzostwa Świata Juniorów – Monachium 1994 – ósemka – 7. miejsce[1].
- Mistrzostwa Świata Juniorów – Monachium 1994 – czwórka bez sternika – 8. miejsce[1].
- Mistrzostwa Świata Juniorów – Poznań 1995 – ósemka – 6. miejsce[1].
- Mistrzostwa Świata Juniorów – Glasgow 1996 – dwójka bez sternika – 2. miejsce[1].
- Mistrzostwa Świata – Aiguebelette 1997 – ósemka – 7. miejsce[1].
- Mistrzostwa Świata – Kolonia 1998 – ósemka – 10. miejsce[1].
- Mistrzostwa Świata – Lucerna 2001 – czwórka bez sternika – 9. miejsce[1].
- Mistrzostwa Świata – Gifu 2005 – ósemka – 8. miejsce[1].
- Mistrzostwa Świata – Eton 2006 – ósemka – 9. miejsce[1].
- Mistrzostwa Świata – Monachium 2007 – ósemka – brak[1][2].
- Mistrzostwa Europy – Montemor-o-Velho 2010 – ósemka – 5. miejsce[1].